# Andrés Landoni
Andrés Landoni (Córdoba, Argentina, 17 de septiembre de 1990) es un baloncestista argentino. Con 2,05 metros de altura, se desempeña en las posiciones de ala-pívot o pívot. Actualmente integra el plantel del Pallacanestro Senigallia de la Serie B Interregionale de Italia. Representó internacionalmente a su país en torneos de las categorías juveniles y mayores.

## Trayectoria
Formado en la cantera del club Matienzo de Córdoba, en 2007 se incorporó como ficha juvenil a Libertad de Sunchales. Con ese club no sólo debutaría en la Liga Nacional de Básquet, sino que también tendría la oportunidad de jugar en el Campeonato Sudamericano de Clubes y en la Liga Sudamericana de Clubes de 2008 y la Liga de las Américas 2008-09.
En 2010 se incorporó a Oberá, equipo que, a la sazón, militaba en el Torneo Nacional de Ascenso. Jugó dos años allí como parte del quinteto titular, pasando en julio de 2012 a Echagüe por pedido del entrenador Sebastián Uranga. Aunque también actuó como titular durante la temporada 2012-13 del TNA, las lesiones le quitaron oportunidades para jugar, por lo que sólo pudo estar presente en 27 encuentros. 
Con la experiencia de tres años en la segunda categoría del baloncesto profesional argentino, Landoni acordó su retorno a la LNB como miembro de Argentino de Junín en 2013. Su campaña personal fue muy buena, siendo un pilar fundamental del plantel que alcanzó las semifinales de los playoffs de la temporada 2013-14 de la LNB. Al año siguiente fue fichado por Regatas Corrientes, el último subcampeón de la LNB.
Con los correntinos Landoni promedió 6,7 puntos y 3 rebotes por partido, números inferiores a los producidos con su anterior club. Estudiantes Concordia lo contrató para la temporada 2015-16 de la LNB, sin embargo el jugador sólo pudo estar presente en dos encuentros antes de ser dado de baja del plantel por una lesión en el tendón de Aquiles.
Landoni reiniciaría su carrera nuevamente en equipos de la segunda categoría argentina, pasando así por San Isidro de San Francisco y Libertad de Sunchales, antes de fichar con Barrio Parque en diciembre de 2018 como sustituto temporario de un lesionado Juan Cruz Oberto. Sus actuaciones en ese club fueron tan destacadas, que el pívot continuaría allí hasta mediados de 2022. 
Imitando a muchos de sus compatriotas, Landoni decidió continuar su carrera en la Serie C Gold de Italia, por lo que se unió al Virtus Civitanova en agosto de 2022. Al año siguiente pasó al Pallacanestro Senigallia de la Serie B Interregionale.

## Selección nacional
Durante su juventud, Landoni fue considerado un jugador con mucha proyección en el baloncesto argentino. Por ese motivo disputó el Campeonato Sudamericano de Baloncesto Sub-16 de 2006, el Campeonato Sudamericano de Baloncesto Sub-17 de 2007, el Torneo Albert Schweitzer y el Campeonato FIBA Américas Sub-18 de 2008, y el Campeonato Mundial de Baloncesto Sub-19 de 2009 con el combinado nacional juvenil.
En 2012, siendo jugador de Oberá en el Torneo Nacional de Ascenso, fue convocado para integrar al equipo nacional que se preparaba para jugar el Sudamericano de Resistencia. Landoni finalmente no participaría de ese torneo, pero si actuó en el Torneo Súper 4 en Venezuela junto a otras figuras argentinas como Matías Sandes, Marcos Delía y Nicolás Romano.

## Vida privada
Landoni tiene formación como historiador y ha trabajado como investigador asistente en la Universidad Nacional de Córdoba.